# Grand Prix Formule 1 van Azerbeidzjan 2024
De Grand Prix Formule 1 van Azerbeidzjan 2024 werd verreden op 15 september op het Baku City Circuit in Bakoe. Het was de zeventiende race van het seizoen. 
Op 1 september werd bekendgemaakt dat  Kevin Magnussen geschorst zou worden voor de Grand Prix van Azerbeidzjan nadat hij de limiet van 12 strafpunten heeft overschreden. Op 6 september werd bekendgemaakt dat Oliver Bearman Magnussen vervangt bij Haas-Ferrari voor deze race.

## Vrije trainingen

### Uitslagen
- Enkel de top vijf wordt weergegeven.

| Vrije training 1 | Pos. | Nr. | Coureur          | Constructeur               | Tijd     |
| ---------------- | ---- | --- | ---------------- | -------------------------- | -------- |
| Vrije training 1 | 1    | 1   | Max Verstappen   | Red Bull Racing-Honda RBPT | 1:45.546 |
| Vrije training 1 | 2    | 44  | Lewis Hamilton   | Mercedes                   | 1:45.859 |
| Vrije training 1 | 3    | 11  | Sergio Pérez     | Red Bull Racing-Honda RBPT | 1:45.922 |
| Vrije training 1 | 4    | 4   | Lando Norris     | McLaren-Mercedes           | 1:46.027 |
| Vrije training 1 | 5    | 55  | Carlos Sainz jr. | Ferrari                    | 1:46.173 |
| Vrije training 2 | Pos. | Nr. | Coureur          | Constructeur               | Tijd     |
| Vrije training 2 | 1    | 16  | Charles Leclerc  | Ferrari                    | 1:43.484 |
| Vrije training 2 | 2    | 11  | Sergio Pérez     | Red Bull Racing-Honda RBPT | 1:43.490 |
| Vrije training 2 | 3    | 44  | Lewis Hamilton   | Mercedes                   | 1:43.550 |
| Vrije training 2 | 4    | 55  | Carlos Sainz jr. | Ferrari                    | 1:43.950 |
| Vrije training 2 | 5    | 81  | Oscar Piastri    | McLaren-Mercedes           | 1:43.983 |
| Vrije training 3 | Pos. | Nr. | Coureur          | Constructeur               | Tijd     |
| Vrije training 3 | 1    | 63  | George Russell   | Mercedes                   | 1:42.514 |
| Vrije training 3 | 2    | 16  | Charles Leclerc  | Ferrari                    | 1:42.527 |
| Vrije training 3 | 3    | 4   | Lando Norris     | McLaren-Mercedes           | 1:42.737 |
| Vrije training 3 | 4    | 81  | Oscar Piastri    | McLaren-Mercedes           | 1:42.749 |
| Vrije training 3 | 5    | 1   | Max Verstappen   | Red Bull Racing-Honda RBPT | 1:42.862 |

## Kwalificatie
Charles Leclerc behaalde de zesentwintigste pole position in zijn carrière.
| Pos.                   | Nr. | Coureur          | Constructeur               | Kwalificatietijden | Kwalificatietijden | Kwalificatietijden | Grid   |
| Pos.                   | Nr. | Coureur          | Constructeur               | Q1                 | Q2                 | Q3                 | Grid   |
| ---------------------- | --- | ---------------- | -------------------------- | ------------------ | ------------------ | ------------------ | ------ |
| 1                      | 16  | Charles Leclerc  | Ferrari                    | 1:42.775           | 1:42.056           | 1:41.365           | 1      |
| 2                      | 81  | Oscar Piastri    | McLaren-Mercedes           | 1:43.033           | 1:42.598           | 1:41.686           | 2      |
| 3                      | 55  | Carlos Sainz jr. | Ferrari                    | 1:43.357           | 1:42.503           | 1:41.805           | 3      |
| 4                      | 11  | Sergio Pérez     | Red Bull Racing-Honda RBPT | 1:43.213           | 1:42.263           | 1:41.813           | 4      |
| 5                      | 63  | George Russell   | Mercedes                   | 1:43.139           | 1:42.329           | 1:41.874           | 5      |
| 6                      | 1   | Max Verstappen   | Red Bull Racing-Honda RBPT | 1:43.097           | 1:42.042           | 1:42.023           | 6      |
| 7                      | 44  | Lewis Hamilton   | Mercedes                   | 1:43.089           | 1:42.765           | 1:42.289           | Pit *1 |
| 8                      | 14  | Fernando Alonso  | Aston Martin-Mercedes      | 1:43.472           | 1:42.426           | 1:42.369           | 7      |
| 9                      | 43  | Franco Colapinto | Williams-Mercedes          | 1:43.138           | 1:42.473           | 1:42.530           | 8      |
| 10                     | 23  | Alexander Albon  | Williams-Mercedes          | 1:42.899           | 1:42.840           | 1:42.859           | 9      |
| 11                     | 50  | Oliver Bearman   | Haas-Ferrari               | 1:43.471           | 1:42.968           |                    | 10     |
| 12                     | 22  | Yuki Tsunoda     | RB-Honda RBPT              | 1:43.337           | 1:43.035           |                    | 11     |
| 13                     | 27  | Nico Hülkenberg  | Haas-Ferrari               | 1:43.101           | 1:43.191           |                    | 12     |
| 14                     | 18  | Lance Stroll     | Aston Martin-Mercedes      | 1:43.370           | 1:43.404           |                    | 13     |
| 15                     | 3   | Daniel Ricciardo | RB-Honda RBPT              | 1:43.547           |                    |                    | 14     |
| 16                     | 4   | Lando Norris     | McLaren-Mercedes           | 1:43.609           |                    |                    | 15     |
| 17                     | 77  | Valtteri Bottas  | Kick Sauber-Ferrari        | 1:43.618           |                    |                    | 16     |
| 18                     | 24  | Zhou Guanyu      | Kick Sauber-Ferrari        | 1:44.246           |                    |                    | 17 *2  |
| 19                     | 31  | Esteban Ocon     | Alpine-Renault             | 1:44.504           |                    |                    | Pit *3 |
| DSQ                    | 10  | Pierre Gasly     | Alpine-Renault             | 1:43.088           | 1:43.179           |                    | 18 *4  |
| Q1 107% tijd: 1:49.969 |     |                  |                            |                    |                    |                    |        |
| Bron: formula1.com     |     |                  |                            |                    |                    |                    |        |

*1 Lewis Hamilton kwalificeerde zich als zevende maar moest vanuit de pit starten omdat er aan zijn wagen is gewerkt onder Parc fermé condities.

*2 Zhou Guanyu moet achteraan starten voor het overschrijden van quota aan motoronderdelen.

*3 Esteban Ocon kwalificeerde zich als negentiende maar moest vanuit de pit starten omdat er aan zijn wagen is gewerkt onder Parc fermé condities.

*4 Pierre Gasly zette een dertiende tijd op de klokken maar werd gediskwalificeerd na de technische keuring waaruit bleek dat er een overtreding was van de maximale brandstoftoevoer.

## Wedstrijd
Oscar Piastri behaalde de tweede Grand Prix-overwinning in zijn carrière.
| Pos.               | Nr. | Coureur          | Constructeur               | Rondes | Tijd / Oorzaak Uitval | Grid | Punten |
| ------------------ | --- | ---------------- | -------------------------- | ------ | --------------------- | ---- | ------ |
| 1                  | 81  | Oscar Piastri    | McLaren-Mercedes           | 51     | 1:32:58.007           | 2    | 25     |
| 2                  | 16  | Charles Leclerc  | Ferrari                    | 51     | +10.910               | 1    | 18     |
| 3                  | 63  | George Russell   | Mercedes                   | 51     | +31.328               | 5    | 15     |
| 4                  | 4   | Lando Norris     | McLaren-Mercedes           | 51     | +36.143               | 15   | 13S    |
| 5                  | 1   | Max Verstappen   | Red Bull Racing-Honda RBPT | 51     | +1:17.098             | 6    | 10     |
| 6                  | 14  | Fernando Alonso  | Aston Martin-Mercedes      | 51     | +1:25.468             | 7    | 8      |
| 7                  | 23  | Alexander Albon  | Williams-Mercedes          | 51     | +1:27.396             | 9    | 6      |
| 8                  | 43  | Franco Colapinto | Williams-Mercedes          | 51     | +1:29.541             | 8    | 4      |
| 9                  | 44  | Lewis Hamilton   | Mercedes                   | 51     | +1:32.401             | Pit  | 2      |
| 10                 | 50  | Oliver Bearman   | Haas-Ferrari               | 51     | +1:33.127             | 10   | 1      |
| 11                 | 27  | Nico Hülkenberg  | Haas-Ferrari               | 51     | +1:33.465             | 12   |        |
| 12                 | 10  | Pierre Gasly     | Alpine-Renault             | 51     | +1:57.189             | 18   |        |
| 13                 | 3   | Daniel Ricciardo | RB-Honda RBPT              | 51     | +2:26.907             | 14   |        |
| 14                 | 31  | Esteban Ocon     | Alpine-Renault             | 51     | +2:28.841             | Pit  |        |
| 15                 | 77  | Valtteri Bottas  | Kick Sauber-Ferrari        | 50     | +1 ronde              | 16   |        |
| 16                 | 24  | Zhou Guanyu      | Kick Sauber-Ferrari        | 50     | +1 ronde              | 17   |        |
| 17†                | 11  | Sergio Pérez     | Red Bull Racing-Honda RBPT | 49     | Ongeluk               | 4    |        |
| 18†                | 55  | Carlos Sainz jr. | Ferrari                    | 49     | Ongeluk               | 3    |        |
| 19†                | 18  | Lance Stroll     | Aston Martin-Mercedes      | 45     | Remmen                | 13   |        |
| DNF                | 22  | Yuki Tsunoda     | RB-Honda RBPT              | 14     | Botsingschade         | 11   |        |
| Bron: formula1.com |     |                  |                            |        |                       |      |        |

S Lando Norris reed voor de tiende keer in zijn carrière een snelste ronde en behaalde hiermee een extra punt.

† Uitgevallen maar wel geklasseerd omdat er meer dan 90% van de race-afstand werd afgelegd.

## Tussenstanden wereldkampioenschap
Betreft tussenstanden voor het wereldkampioenschap na dit GP-weekeinde.

### Coureurs
| Pos. | Nr.   | Coureur          | Constructeur               | Punten |
| ---- | ----- | ---------------- | -------------------------- | ------ |
| 1    | 1     | Max Verstappen   | Red Bull Racing-Honda RBPT | 313    |
| 2    | 4     | Lando Norris     | McLaren-Mercedes           | 254    |
| 3    | 16    | Charles Leclerc  | Ferrari                    | 235    |
| 4    | 81    | Oscar Piastri    | McLaren-Mercedes           | 222    |
| 5    | 55    | Carlos Sainz jr. | Ferrari                    | 184    |
| 6    | 44    | Lewis Hamilton   | Mercedes                   | 166    |
| 7    | 63    | George Russell   | Mercedes                   | 143    |
| 8    | 11    | Sergio Pérez     | Red Bull Racing-Honda RBPT | 143    |
| 9    | 14    | Fernando Alonso  | Aston Martin-Mercedes      | 58     |
| 10   | 18    | Lance Stroll     | Aston Martin-Mercedes      | 24     |
| 11   | 27    | Nico Hülkenberg  | Haas-Ferrari               | 22     |
| 12   | 22    | Yuki Tsunoda     | RB-Honda RBPT              | 22     |
| 13   | 23    | Alexander Albon  | Williams-Mercedes          | 12     |
| 14   | 3     | Daniel Ricciardo | RB-Honda RBPT              | 12     |
| 15   | 10    | Pierre Gasly     | Alpine-Renault             | 8      |
| 16   | 38/50 | Oliver Bearman   | Ferrari                    | 7      |
| 17   | 20    | Kevin Magnussen  | Haas-Ferrari               | 6      |
| 18   | 31    | Esteban Ocon     | Alpine-Renault             | 5      |
| 19   | 43    | Franco Colapinto | Williams-Mercedes          | 4      |
| 20   | 24    | Zhou Guanyu      | Kick Sauber-Ferrari        | 0      |
| 21   | 2     | Logan Sargeant   | Williams-Mercedes          | 0      |
| 22   | 77    | Valtteri Bottas  | Kick Sauber-Ferrari        | 0      |

### Constructeurs
| Pos. | Constructeur               | Punten |
| ---- | -------------------------- | ------ |
| 1    | McLaren-Mercedes           | 476    |
| 2    | Red Bull Racing-Honda RBPT | 456    |
| 3    | Ferrari                    | 425    |
| 4    | Mercedes                   | 309    |
| 5    | Aston Martin-Mercedes      | 82     |
| 6    | RB-Honda RBPT              | 34     |
| 7    | Haas-Ferrari               | 29     |
| 8    | Williams-Mercedes          | 16     |
| 9    | Alpine-Renault             | 13     |
| 10   | Kick Sauber-Ferrari        | 0      |